# Banksia lindleyana
Banksia lindleyana är en tvåhjärtbladig växtart som beskrevs av Meissn.. Banksia lindleyana ingår i släktet Banksia och familjen Proteaceae. Inga underarter finns listade i Catalogue of Life.